# Фудзимото, Так
Такаси (Так) Фудзимото (англ. Takashi Fujimoto, яп. タク・フジモト; род. 12 июля 1939, Сан-Диего, Калифорния) — американский кинооператор японского происхождения.

## Биография
Родился 12 июля 1939 года в городе Сан-Диего, США. Во времена Второй Мировой войны, Фудзимото был интернирован в военный центр перемещения. Учился в средней школе в Сан-Диего, в Калифорнийском университете в Беркли и в Лондонской киношколе. Дебютной работой в качестве кинооператора для Фудзимото стал документальный фильм «Чикагский блюз» 1970 года. В фильме 1973 года «Пустоши» он был одним из трёх кинооператоров режиссёрского дебюта Терренса Малика. Работал во второй операторской бригаде на съёмках фильма «Звёздные войны. Эпизод IV: Новая надежда». Наиболее известен по фильмам «Молчание ягнят» режиссёра Джонатана Демми и «Шестое чувство» М. Найт Шьямалана. В 2011 году работал над пилотным эпизодом телевизионной драмы «Одарённый человек». В 2012 году вышел на пенсию после съёмок фильма «Игры богов».
Является членом Американского общества кинооператоров с 1997 года.

## Избранная фильмография
- 2013 — Игры богов / Gods Behaving Badly (реж. Марк Тёртлтауб)
- 2011 — Одарённый человек / A Gifted Man (пилотная серия) (реж. Джонатан Демми)
- 2010 — Дьявол / Devil (реж. Джон Эрик Даудл)
- 2008 — Явление / The Happening (реж. М. Найт Шьямалан)
- 2008 — Великий Бак Ховард / The Great Buck Howard (реж. Шон МакГинли)
- 2008 — Джон Адамс / John Adams (четыре серии) (реж. Том Хупер)
- 2007 — Измена / Breach (реж. Билли Рэй)
- 2004 — Маньчжурский кандидат / The Manchurian Candidate (реж. Джонатан Демми)
- 2004 — Окончательный монтаж / The Final Cut (реж. Омар Наим)
- 2002 — Правда о Чарли / The Truth About Charlie (реж. Джонатан Демми)
- 2002 — Знаки / Signs (реж. М. Найт Шьямалан)
- 2000 — Дублёры / The Replcements (реж. Ховард Дойч)
- 1999 — Шестое чувство / The Sixth Sense (реж. М. Найт Шьямалан)
- 1998 — Любимая / Beloved (реж. Джонатан Демми)
- 1996 — То, что ты делаешь / That Thing You Do! (реж. Том Хэнкс)
- 1995 — Дьявол в голубом платье / Devil in a Blue Dress (реж. Карл Франклин)
- 1995 — Старые ворчуны разбушевались / Grumpier Old Men (реж. Ховард Дойч)
- 1993 — Филадельфия / Philadelphia (реж. Джонатан Демми)
- 1992 — Гладиатор / Gladiator (реж. Роуди Херрингтон)
- 1992 — Одиночки / Singles (реж. Кэмерон Кроу)
- 1991 — Молчание ягнят / The Silence of the Lambs (реж. Джонатан Демми)
- 1988 — Приятный танец сердец / Sweet Hearts Dance (реж. Роберт Гринуолд)
- 1988 — Кокон: Возвращение / Cocoon: The Return (реж. Дэниел Петри)
- 1986 — Феррис Бьюллер берёт выходной / Ferris Bueller’s Day Off (реж. Джон Хьюз)
- 1986 — Девушка в розовом / Pretty in Pink (реж. Ховард Дойч)
- 1985 — Секретный агент Макгайвер / MacGyver (пилотная серия) (реж. Алан Смити)
- 1980 — Там, где бродит бизон / Where the Buffalo Roam (реж. Арт Линсон)
- 1973 — Пустоши / Badlands (реж. Терренс Малик)

## Награды и номинации
- Лауреат премии «Эмми» 2008 года за серию «Независимость» мини-сериала «Джон Адамс»[6]
- Номинировался на премию «Эмми» совместно с Дэнни Коэном в 2008 году за серию «Не давите на меня» мини-сериала «Джон Адамс»[6]
- Номинировался на премию BAFTA за лучшую операторскую работу в 1992 году за фильм «Молчание ягнят»[7]
- Номинировался на премию Американского общества кинооператоров в 1999 году за фильм «Шестое чувство»[8]
- Номинировался на премию «Спутник» за лучшую операторскую работу в 1999 году за фильм «Любимая»[6]
- Лауреат премии Национального общества кинокритиков США за лучшую операторскую работу в 1995 году за фильм «Дьявол в голубом платье»[9]